# U22-Europameisterschaften im Boxen
Die U22-Europameisterschaften im Boxen (offizielle Bezeichnung; European Confederation Under-22 Boxing Championships) werden vom europäischen Amateurboxverband EUBC veranstaltet, welcher Mitglied des Weltverbandes AIBA ist.

## Austragung
Die U22-Europameisterschaften werden als Turnier unter den Regeln der AIBA mit Vorrunde, Achtelfinale, Viertelfinale, Halbfinale und Finale ausgetragen. Wie bei Amateurboxturnieren üblich, teilen sich die beiden Verlierer der Halbfinalkämpfe einer Gewichtsklasse den dritten Platz. Teilnahmeberechtigt sind männliche Boxer im Alter zwischen 18 und 22 Jahren. 
Die U22-Europameisterschaft stellt einen Übergang zwischen den Jugend-Europameisterschaften und den Elite-Europameisterschaften dar, bei der junge Boxer der Elite-Klasse ihre sportlichen Fähigkeiten unter Gleichaltrigen auf europäischer Ebene präsentieren und vergleichen können.
Bei den Wettkämpfen 2017 nahmen 183 Boxer aus 30 Staaten teil und lieferten sich 173 Kämpfe.

## Bisherige Meisterschaften
| Nr. | Jahr | Ort             | Land       | Artikel |
| --- | ---- | --------------- | ---------- | ------- |
| 1   | 2012 | Kaliningrad     | Russland   | Details |
| 2   | 2017 | Brăila          | Rumänien   | Details |
| 3   | 2018 | Târgu Jiu       | Rumänien   | Details |
| 4   | 2019 | Wladikawkas     | Russland   | Details |
| 5   | 2021 | Roseto          | Italien    | Details |
| 6   | 2022 | Poreč           | Kroatien   | Details |
| 7   | 2023 | Budva/Podgorica | Montenegro | Details |
| 8   | 2024 | Sofia           | Bulgarien  | Details |